# Тунупілянум
Тунупілянум — згаслий вулкан на західному схилі Серединного хребта на півострові Камчатка, Росія.
Вулкан розташований на лівобережжі верхів'я річки Кутіна. За формою вулкан є пологим щитом, з ексцентрично розташованою вершиною. У географічному плані вулканічна споруда має витягнуту у північно-східному напрямку форму з осями 8×4,5 км, площу — 28 км², обсяг виверженого матеріалу 5 км³. Абсолютна висота - 1228 м, відносна: західних схилів - 700 м, східних - 150-1200 м.
Вулкан складений переважно базальтовими лавовими потоками. Вулкан входить до групи північного вулканічного району, серединного вулканічного поясу.